# Krone (Familienname)
Krone ist ein deutscher Familienname.

## Herkunft und Bedeutung
Krone ist entweder ein Über- oder ein Wohnstättenname. Als Übername kann er auf mehrere Begriffe zurückgehen. Erfolgte die Benennung nach dem mittelhochdeutschen krane oder krone bzw. nach dem mittelniederdeutschen krōn oder kroen (deutsch: Kranich), so war das eine Bezeichnung für eine hochbeinige, magere oder stolze Person. Erfolgte die Benennung nach dem mittelhochdeutschen krōn oder krōne bzw. dem mittelniederdeutschen krōne (deutsch: Kranz, Krone), so konnte das entweder jemand sein der sich hervorgetan hat oder jemand mit außergewöhnlichem Kopfhaar oder einer geschorenen Glatze.
Als Wohnstättenname folgte die Bezeichnung ebenso den Wörtern Kranz bzw. Krone, es war also eine Person, die an einem hoch gelegenen oder hochwertigen Flurstück bzw. in einem Haus Zur Krone wohnte.

## Namensträger
- Alexander Krone (* 1970), deutscher Heeresoffizier, Brigadegeneral und Kommandeur
- Bernard Krone (Unternehmer) (1940–2022), deutscher Unternehmer
- Carl Krone (1870–1943), deutscher Zirkusdirektor
- Christel Sembach-Krone (1936–2017), deutsche Zirkusdirektorin
- Dieter Krone (* 1963), deutscher Politiker, Oberbürgermeister in Lingen (Ems)
- Frieda Sembach-Krone (1915–1995), deutsche Zirkusdirektorin
- Gabriele Krone-Schmalz (* 1949), deutsche Fernsehjournalistin und Autorin
- Günter Krone (1927–2023), deutscher Politiker (CDU)
- Heinrich Krone (1895–1989), deutscher Politiker (Zentrum, CDU)
- Heinrich Adolf Krone (1925–2021), deutscher Gynäkologe
- Hermann Krone (1827–1916), deutscher Fotograf
- Ida Krone (1876–1957), deutsche Raubtierdompteuse und Zirkusbesitzerin
- Jana Mandana Lacey-Krone (* 1979), Schweizer Tierlehrerin und Direktorin des Circus Krone
- Jannes Krone (* 1997), deutscher Handballspieler
- Jesper Krone (* 1976), dänischer Basketballspieler und -trainer
- Kerstin Krone-Bayer (* 1953), deutsche Malerin, Zeichnerin und Objektkünstlerin
- Klaus von der Krone (1944–2023), deutscher Politiker (CDU)
- Kristin Krone (* 1968), US-amerikanische Skirennläuferin
- Kristina Krone (* 1990), amerikanisch-puerto-ricanische Skirennläuferin
- Lars Krone (* 1968), deutscher Schauspieler und Synchronsprecher
- Lucy D’Souza-Krone (* 1949), aus Indien stammende Malerin
- Max Krone (Ingenieur) (1870–1942), deutscher Maschinenbauingenieur und Manager in der Elektroindustrie
- Max Krone (Psychologe) (* 1982), deutscher Verhaltenspsychologe
- Michael Krone (* 1948), deutscher Schauspieler
- Otto Krone (Heimatforscher) (1874–1957), deutscher Lehrer, Maler und Heimatforscher
- Otto Krone (Schauspieler) (1898–1974), deutscher Schauspieler
- Pauline Krone (1859–1945), deutsche Schriftstellerin und Philanthropin
- Raimund Krone (1946–2021), deutscher Synchronsprecher
- Stephanie Krone, deutsche Sängerin (Sopran)
- Ursula Krone-Appuhn (1936–1988), deutsche Politikerin (CDU, CSU)
- Werner Krone (Volkswirt) (1916–2004), deutscher Volkswirt
- Werner Krone (* 1939), deutscher Manager und Politiker (SPD), MdBB
- Winfrid Krone (1932–2019), deutscher Humangenetiker